# ハリエット・アンデルセン
ハリエット・アンデルセン（Harriet Andersson、1932年2月14日 - ）は、スウェーデンの女優。以前はハリエット・アンデルソンと表記されることが多かった。ハーリエット・アンダショーンが原音に近い発音である。

## 来歴
20歳の時に映画監督のイングマール・ベルイマンと出会い、1952年の同監督の『不良少女モニカ』でデビュー。この時アンデルセンとベルイマンは恋人関係だった。1955年の『夏の夜は三たび微笑む』の撮影中に破局するも、その後も1961年の『鏡の中にある如く』などベルイマンの映画に多数出演。
1964年の映画『愛する』でヴェネツィア国際映画祭 女優賞を受賞。
フィンランドの映画監督ヨルン・ドナーと結婚し、1960年に長女を出産。

## 主な出演作品
- 不良少女モニカ Sommaren med Monika （1952年）
- 道化師の夜 Gycklarnas afton （1953年）
- 愛のレッスン En Lektion i kärlek （1954年）
- 夏の夜は三たび微笑む Sommarnattens leende （1955年）
- 鏡の中にある如く Såsom i en spegel （1961年）
- この女たちのすべてを語らないために För att inte tala om alla dessa kvinnor （1964年）　※日本未公開
- 歓喜のたわむれ Älskande par （1964年）
- 愛する Att älska （1964年）
- 蛇 Ormen （1965年）
- 恐怖との遭遇 The Deadly Affair （1967年）　※日本未公開
- 花弁が濡れるとき Människor möts och ljuv musik uppstår i hjärtat （1967年）
- 叫びとささやき Viskningar och rop （1972年）
- ファニーとアレクサンデル Fanny och Alexander （1982年）
- マリアの泉 Himmel og helvede （1989年）
- ゴシップ Gossip （2000年）
- ドッグヴィル Dogville （2003年）